# Нестратов, Алексей Романович
Алексей Романович Нестратов (9 августа 1996, Москва) — российский футболист, защитник.

## Карьера
Воспитанник спортшкол «Юность Москвы- Спартак-2», «Мегасфера-Обручевский» и «Чертаново». В России выступал за любительские команды. Пробовал свои силы в коллективах высшей лиги Латвии, первой лиги Израиля и высшей лиги Кыргызстана. В сентябре 2020 года Нестратов подписал контракт с аутсайдером молдавской Национальной дивизии «Кодру» (Лозова). Дебютировал в местной элите 20 сентября в поединке против клуба «Сфынтул Георге» (2:2). Зимой 2021 года оказался в составе киргизского «Нефтчи».